# Klimatsäkerhet
Klimatsäkerhet avser de säkerhetsrisker som direkt eller indirekt orsakas av förändringar i klimatet. Klimatrelaterade säkerhetsrisker har långtgående konsekvenser för hur lokala aktörer såväl som världssamfundet hanterar fred och säkerhet. Klimatsäkerhet som koncept handlar om att klimatförändring förstärker befintliga risker i samhället som hotar människors, ekosystems, ekonomi, infrastruktur och samhällens säkerhet. Även klimatåtgärder för att anpassa och mildra effekter kan i värsta fall påverka människors säkerhet negativt. Dessa risker har identifierats som svåra till katastrofala hot mot den internationella säkerheten under 2000-talet.